# Jüan Lung-pching
Jüan Lung-pching (袁隆平, Yuan Longping; 7. září 1930, Peking – 22. května 2021, Čchang-ša) byl čínský agronom, který vytvořil první odrůdy hybridní rýže. K jeho práci ho motivoval velký čínský hladomor, vzniklý kombinací komunistického řízení a nepřízně počasí. Jeho vynálezy umožnily nakrmit čínskou populaci tak, že hrozba hladomoru vymizela.
Za svůj úspěch obdržel Jüan Lung-pching v roce 2011 vědeckou cenu Mahathir Science Award. Cenu předal bývalý malajský premiér Mahathir Mohamad.